# Dättern
Dättern este o arie protejată (arie specială de conservare — SAC, sit de importanță comunitară — SCI, arie de protecție specială avifaunistică — SPA) din Suedia întinsă pe o suprafață de 3.735,1 ha, integral pe uscat.

## Localizare
Centrul sitului Dättern este situat la coordonatele 58°23′24″N 12°36′04″E / 58.39°N 12.601°E.

## Înființare
Situl Dättern a fost declarat sit de importanță comunitară în decembrie 1998 pentru a proteja 16 specii de animale. Alte tipuri de protecție:
- arie de protecție specială avifaunistică (în decembrie 1998)[2]
- arie specială de conservare (în martie 2011)[1][3][4]

## Biodiversitate
Situată în ecoregiunea boreală, aria protejată conține 4 habitate naturale: Lacuri eutrofice naturale cu vegetație de tip Magnopotamion sau Hydrocharition, Pajiști cu Molinia pe soluri calcaroase, turboase sau argilos-nămoloase (Molinion caeruleae), Mlaștini oligotrofe degradate, capabile încă de regenerare naturală, Liziere de ierburi înalte hidrofile de câmpie și de nivel montan până la alpin.
La baza desemnării sitului se află mai multe specii protejate de  păsări (16): rață pitică (Anas crecca), rață fluierătoare (Anas penelope), rață mare (Anas platyrhynchos), rață cârâitoare (Anas querquedula), rață pestriță (Anas strepera), buhai de baltă (Botaurus stellaris), Bucephala clangula, erete de stuf (Circus aeruginosus), lebădă de iarnă (Cygnus cygnus), pescăruș mic (Larus minutus), sitar de mal nordic (Limosa lapponica), vultur pescar (Pandion haliaetus), bătăuș (Philomachus pugnax), cresteț pestriț (Porzana porzana), pescăriță mare (Sterna caspia), chiră de baltă (Sterna hirundo).